# Stazione di Alpignano
La stazione di Alpignano è una fermata ferroviaria posta sulla linea del Frejus a servizio dell'omonimo comune, oltre che dell'adiacente abitato di Rivoli.

## Storia
La stazione venne inaugurata nel 1854, con l'attivazione del tratto tra Torino e Bussoleno, verso Susa. Il 26 novembre 1920 sul piazzale binari venne attivato l'esercizio a trazione elettrica con corrente alternata trifase, convertita in seguito alla corrente continua il 28 maggio 1961.
Sul finire degli anni 2000 l'impianto venne convertito in fermata con la disattivazione, e la successiva asportazione, dei binari di incrocio.

## Strutture e impianti

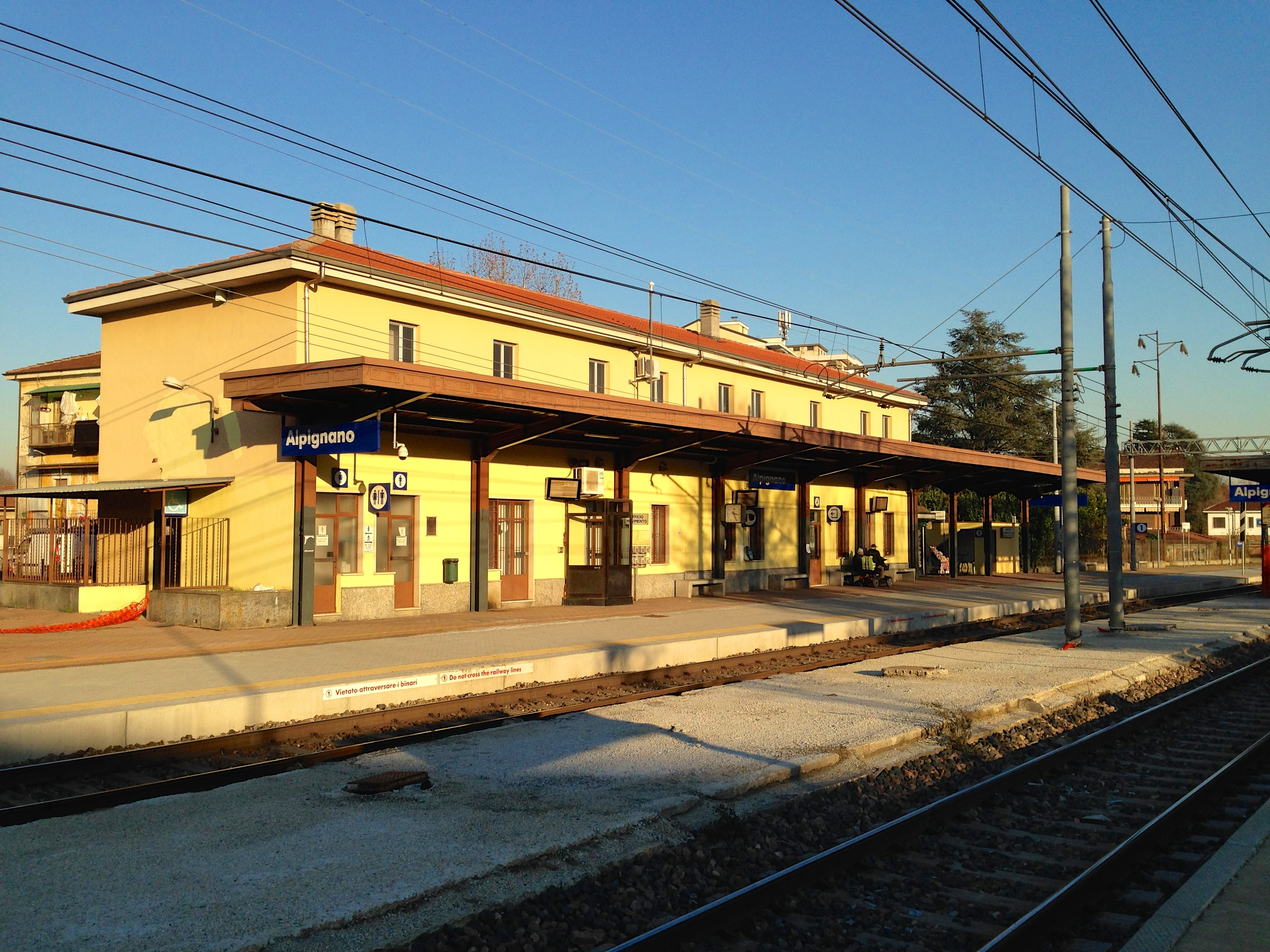
Fermata lato binari

La gestione degli impianti è affidata a Rete Ferroviaria Italiana. La fermata è impresenziata da parte del personale ferroviario ed è telecomandata a distanza mediante il sistema CTC, facente capo al Dirigente Centrale Operativo ubicato presso Torino Lingotto; essa è ubicata in contesto urbano, vicino a una grande area verde dotata di fontana e di alcune panchine.
L'impianto dispone di un fabbricato viaggiatori a pianta rettangolare di medie dimensioni, sviluppato su due piani fuori terra. Entrambi risultano al 2025 chiusi e non più fruibili da parte dell'utenza. Il primo piano ospitò un appartamento per il capostazione oltre che alcuni locali di servizio in uso ad RFI: esso risulta tuttavia al 2025 completamente disabitato ed in disuso. Il piano terra è occupato dalla sala d’attesa dotata di una biglietteria a sportello, servizi entrambi soppressi a partire dal 2019, dall'ufficio movimento, che si estrude in parte sulla banchina del binario 1 con una struttura in ferro e vetro, e dai servizi igienici, adatti anche alla fruizione da parte dei disabili, ma al 2023 interamente chiusi all'utenza. Presso la parete lato binari, interamente riparata da una tettoia in ferro, sono disponibili alcuni servizi ai viaggiatori, quali due obliteratrici, tre monitor per le partenze dei treni, alcune panchine in cemento per l'attesa e un orologio a muro. Lungo la parete lato strada, nelle immediate adiacenze dell'ingresso della sala d'attesa, sono presenti inoltre una biglietteria automatica e due cassette postali.
Accanto al FV è presente un edificio adibito originariamente a magazzino merci e dotato di un apposito binario tronco a servizio. Esso risulta al 2025 inutilizzato: il binario tronco posto originariamente a suo servizio fu rimosso e l'area, recintata per pericolo di eventuali crolli, giace abbandonata. Un ulteriore edificio di piccole dimensioni, a pianta rettangolare e sviluppato su un solo piano, ospita al 2020 l'edicola. Accanto a quest'ultima, presso la parete della struttura in muratura che protegge l'ingresso al sottopasso, sono presenti due distributori automatici di snack e bevande.
La fermata è dotata dei soli 2 binari passanti. L'1 per i treni in direzione Torino Porta Nuova e il 2 per quelli in direzione Susa/Bardonecchia. I due binari sono divisi da una banchina ad isola in cemento, che è stata sostituita da un'altra, costruita e coperta interamente in cemento armato a vista, posta a servizio del binario 2: quest'ultima costituisce quella attualmente in uso in quanto rialzata a 55 cm dal suolo e dotata di percorso tattile per i non vedenti. L'ex banchina ad isola invece è stata sostituita nel 2022 con un muro divisorio che impedisce il pericoloso attraversamento a raso dei binari, costringendo all'uso del sottopasso. Anche la banchina adiacente al FV, posta unicamente a servizio del binario 1, è rialzata dal binario di 55cm ed è dotata di doppio percorso tattile per i non vedenti: nel 2022, per aumentare la sicurezza durante i transiti, si è pensato infatti di installare una ringhiera divisoria con il fabbricato viaggiatori e l'area di attesa protetta da tettoia. Tale banchina fu ampliata a seguito della trasformazione dell'impianto in fermata in quanto andò a coprire l'area originariamente occupata dal binario di incrocio, che fu rimosso. Le due banchine sono collegate mediante un sottopassaggio, i cui accessi laterali sono posti direttamente presso le strade cittadine esterne, anche per favorire il collegamento con il Movicentro, ovvero il piazzale degli autobus di interscambio. Al di sotto della pensilina in cemento posta a copertura della banchina del binario 2 è collocata una seconda biglietteria automatica. L'opera è stata realizzata tra il 2017 e il 2019 in sostituzione dell'originario attraversamento a raso su passerella in asfalto. Nel 2021 è stato completato il collegamento del sottopasso che, oltre a servire come già accadeva, la banchina del secondo binario, è stato prolungato verso la parte retrostante per agevolare l'ingresso dei pendolari dall'adiacente parcheggio di interscambio. Sulle pareti dello stesso sono stati posti un'obliteratrice, una biglietteria automatica e un monitor LED per segnalare le partenze.

## Movimento
La fermata è servita da tutti i treni in servizio sulla linea 3 del Servizio ferroviario metropolitano di Torino. Essi sono operati da Trenitalia nell'ambito del contratto di servizio stipulato con Regione Piemonte.
Nei giorni feriali sono previsti 19 coppie di treni tra Torino Porta Nuova e Susa e 18 coppie tra Torino Porta Nuova e Bardonecchia. Questi ultimi il sabato e nei giorni festivi sono prolungati fino a Modane, oltre il confine francese.

## Servizi
La fermata, classificata da RFI in categoria 'Silver', dispone di:
- Biglietteria automatica
- Distributori automatici di snack e bevande
- Negozi (edicola)

## Interscambi
Nei pressi della stazione sono attuati i seguenti interscambi:
- Fermata autobus